# Álvaro Huerga
Álvaro Huerga Teruelo (Nogarejas, León, 19 de agosto de 1923-La Bañeza (León), 17 de noviembre de 2018) fue un fraile domínico, teólogo e historiador español. Está considerado uno de los grandes especialistas en espiritualidad del siglo XVI, con más de ochocientos títulos publicados.
En su vida se pueden destacar tres etapas diferenciadas: La etapa romana, la más larga y fructífera para su formación. La etapa granadina, la más humana y más profunda, en la que se consolida en el mundo científico y espiritual en la que pudo compatibilizar su dedicación a la teología con la predicación y su apostolado con los gitanos del Sacromonte. Y la etapa de Puerto Rico, la de mayor repercusión para sus personales inquietudes sociales.

## Biografía

### Formación académica
Realizó  sus  estudios  primarios  en  la  escuela  de  Nogarejas (León). Allí, su maestro Ricardo García Escudero le introdujo en la lectura de sus primeros libros al nombrarlo encargado de una biblioteca que había creado para el pueblo. Al estallar la guerra civil española, Álvaro salvó la vida a este maestro que tenía fama de republicano y ateo, al quemar unas cartas comprometedoras que había dejado el maestro en la escuela.
Su madre quería que estudiara magisterio, pero las circunstancias de la guerra trastocaron su deseo. Álvaro pasó de la escuela a la Preceptoría de Rosinos de Vidriales, una especie de Seminario Menor dependiente del Seminario de Astorga, enfocando de esta manera su formación hacia el sacerdocio. En este centro estudió: latín, geografía e historia. Allí, Álvaro escribió sus primeras composiciones literarias en latín con apenas catorce años. Su tío, el dominico Manuel Teruelo, le inspiró su vocación por esta Orden enviándolo al Colegio de la Mejorada, en las proximidades de Olmedo (Valladolid), para que realizara allí los estudios de filosofía y teología, coincidiendo esta etapa con la guerra civil española. De allí, fue enviado al Colegio de los dominicos de Almagro (Ciudad Real) donde completó su formación humanística. Aprendió griego para poder leer a Homero en su lengua original. En 1947 se desplazó a la Universidad Pontificia de Salamanca para terminar sus estudios de teología y al año siguiente fue ordenado sacerdote. En 1949 obtuvo el grado de Lector concluyendo su etapa de formación teológica.
En 1950, se trasladó a Roma donde en la Universidad Pontificia de Santo Tomás de Aquino se licencia en historia, archivística, diplomática, paleografía y retórica, y culmina sus estudios con el doctorado en Sagrada Teología e Historia. Realizó su tesis doctoral sobre “La evolución de la doctrina espiritual de Fray Luis de Granada”, con la que alcanzó el Grado de Maestro en Teología. 

### Labor docente
Entre 1953 y 1960 residió en Granada donde pasó por diversos cargos: Regente de Estudios del Colegio Mayor de Santa Cruz la Real, Delegado Diocesano de cine, radio y televisión. Colaboró como periodista con los diarios granadinos El Ideal y Patria. También participó en tareas organizativas en el Congreso Eucarístico de Granada de 1957.
En 1960 regresó a Roma. En el Angelicum sucedió a Garrigou-Lagrange en la cátedra de Teología espiritual. En esa universidad romana enseñó diversas materias. Desde la Teología Ascético-Mística hasta la Eclesiología, pasando por la Espiritualidad Moderna o la Catequética. En 1965 asume el puesto de profesor en la Universidad Pontificia de Puerto Rico. Con la llegada del Concilio Vaticano II, fue nombrado perito por parte del Episcopado Español. Realizó diversos informes para la Congregación del Santo Oficio y para la Congregación para las Causas de los Santos. 
Catedrático de Historia de la Espiritualidad en la Universidad de Santo Tomás de Roma, profesor de la Pontificia Universidad Católica de Puerto Rico y Regente de Estudios del Colegio Mayor de Santa Cruz la Real de Granada. La Universidad de Córdoba creó en 2015 la Cátedra Álvaro Huerga Teruelo, dedicada a la Literatura Espiritual del Siglo de Oro y para la cual el mismo donó su biblioteca especializada.
Donó sus obras a la Biblioteca Municipal de la Bañeza, y su piso a Cáritas Interparroquial de La Bañeza.

### Su pensamiento
La formación del pensamiento de Álvaro Huerga estuvo influenciada por los profesores de la universidad salmantina: Venancio Carro, Santiago Ramírez y Menéndez Reigada; los teólogos franceses Étienne Gilson y Jacques Maritain; los futuros cardenales Luigi Ciapi y Paul-Pierre Philippe y los profesores del Angélicum: Francisco Pérez Muñiz y Garrigou-Lagrange que dirigió la tesis doctoral de Karol Wojtyła, tesis traducida del latín por Álvaro, por encargo del Vaticano, a donde acudió expresamente desde Puerto Rico para realizar este trabajo. 

### Orden de Predicadores
Su valía intelectual dentro de la Orden de los Dominicos hizo que se le encomendaran muy diversas responsabilidades en tareas formativas y directivas en diferentes universidades españolas y americanas, donde dedicó muchas horas a la docencia, y a la dirección de cientos de tesis doctorales; a la vez que impartía conferencias y cursos en toda América desde Canadá hasta Argentina, especialmente en el Caribe desarrolló una larga vida académica, teología, ascético-mística, eclesiología y catequética. 

## Academias y Asociaciones a las que perteneció
Colaborador del Consejo Superior de Investigaciones Científicas (CSIC) y de la Fundación Universitaria Española (FUE). Además de consejero espiritual de la Orden de los Caballeros de Calatrava, fue miembro de las siguientes instituciones:
- Academia Vaticana
- Centro de Espiritualidad de Salamanca
- Academia San Dionisio
- Academia de Historia de Puerto Rico

## Premios y reconocimientos[6]
- Encomienda de la Orden Civil de Alfonso X el Sabio (Ministerio de Educación, Cultura y Deporte, 2017).[7]
- Diploma del reconocimiento de la calle que lleva su nombre (Ayuntamiento de la Bañeza (León), 2017).[8]